# Васюковщина (Сумская область)
Васюковщина (укр. Васюківщина) — село в Сумском районе Сумской области Украины. 

## География
Село Васюковщина находится на расстоянии в 0,5 км от села Севериновка.
Рядом проходит автомобильная дорога Р-44.

## История
До 2020 года входило в Севериновский сельский совет.

## Население
Население по переписи 2001 года составляло 43 человека.